# シティ電車

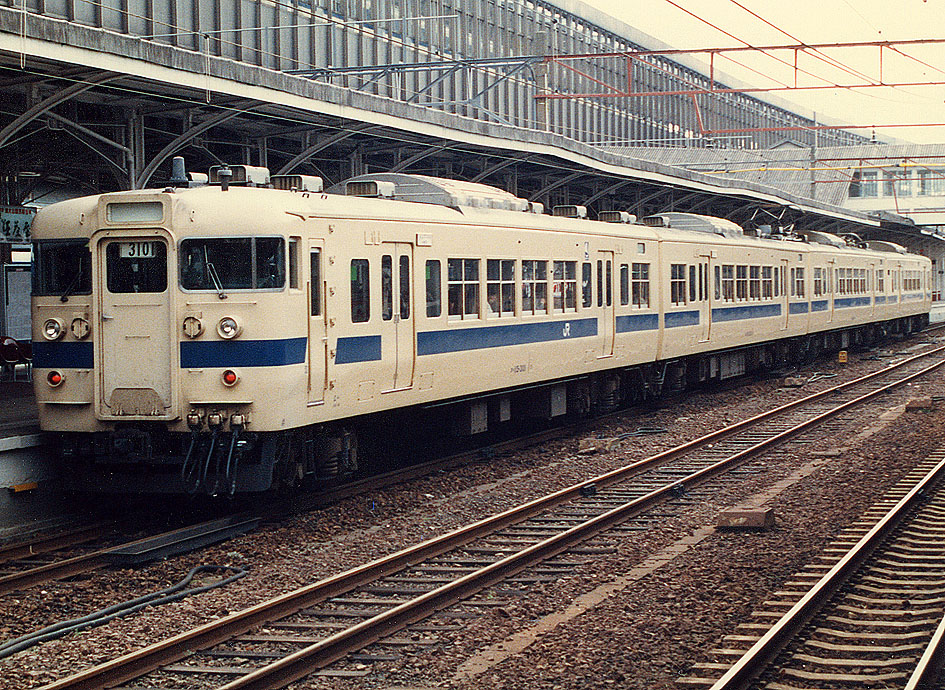
「ひろしまシティ電車」用に投入された115系3000番台

シティ電車（シティでんしゃ）とは、日本国有鉄道（国鉄）および後身のJRグループ各社が、主に1980年代から設定した、地方都市圏における等間隔・高頻度運転の普通列車を指す。
各地区毎に様々な愛称が与えられていた。

## 登場の背景
かつての国鉄では、東京（首都圏）・大阪（京阪神）の近郊地域においては、古くから電車（国電）による高頻度運転を行っていた。しかし、それ以外の地域では、優等列車による広域輸送や貨物輸送が優先されており、都市近郊輸送についてはほとんど考慮されていなかった。当時の国鉄の普通列車の本数は日中で毎時1 - 2本ほどで運転間隔も不等であり、時刻表を見ないと乗れないとされる“汽車ダイヤ”であった。また国鉄幹線は私鉄と比較すると駅の数も少なく、駅間の距離も長かった。
ただし、シティ電車以前にも等間隔・高頻度運転の試みは行われており、一例として1960年代には国鉄四国支社では動力近代化計画によって蒸気機関車牽引列車から気動車列車に置き換えた際に日中は徳島本線（現・徳島線）、牟岐線、鳴門線の各線をまたいで阿波池田駅 - 牟岐駅、鳴門駅 - 阿波富岡（現・阿南駅）、徳島駅 - 穴吹駅の各系統を60分間隔で普通列車の運転を実施。系統の重なる穴吹 - 徳島 - 阿波富岡間は30分ごとの運転だった。同じ試みが、土讃本線土佐山田駅 - 須崎駅間、予讃本線松山駅 - 伊予市駅 、高徳本線（現・高徳線）でも実施されたという。
しかし1980年代に入り、新幹線と並行する在来線においては優等列車が減少し、また貨物列車も減少したため、線路容量に余裕が生まれていた。またマイカーによる交通渋滞の激化もあり、鉄道による輸送が見直されるようになった。
そこで「汽車から国電へ」を合言葉に、地方都市圏においても等間隔・高頻度の“国電型ダイヤ”を設定することとなった。この輸送改善の実行にあたっては、国鉄職員の労働量が増えるとして国鉄労働組合などの反発があったが、このままでは旅客をさらに減らすことになると考えた国鉄は「国鉄の存亡にもかかわること」と説得を続けた末、ようやく実行に踏み切ることができた。
まず1982年（昭和57年）に、広島地区の山陽本線と名古屋地区の関西本線において輸送改善が試みられた。この結果、ダイヤ改正後1年間の乗客数は前者が6%増（日中は10%増）、後者が20%増となった。この好成績を受け、1984年（昭和59年）以降は日本各地にその動きが広まっていった。これらの輸送改善のことは「シティ電車方式」などと言われた。

## 改善内容
シティ電車化にあたっては、次のような施策が試みられた。
- 高頻度・かつ等間隔（15分から20分程度）のパターンダイヤを構成する
- 車両のアコモデーションを改良する。または新車を投入する
- 編成は3・4両ほどの短編成とする
- 列車のスピードアップを行う
- 他路線との接続を良くする
- 駅の増設を行う
- 地区ごとにイメージ付けを行い、PRする
- 企画乗車券を発売する

例えば広島地区では、1982年11月15日国鉄ダイヤ改正以降、山陽本線広島駅 - 大野浦駅・岩国駅間において次のような改善が行われている。
- 日中を15分間隔の運転とし、広島駅を毎時10・25・40・55分発車とした。
- 転換式クロスシートを有する115系3000番台を投入。基本編成は従来の6両・8両から4両に短縮。
- 宮島口駅で接続する宮島航路との接続を考慮したダイヤを導入。
- 新井口駅を開設。（1985年3月）
- 「ひろしまシティ電車」と命名。
- 「シティ電車特別回数券」「データイムクーポン」を発売。（1984年2月）

車両については、上記の広島地区のように新車が投入された事例もあるが、当時の国鉄は極端に財政が悪化していたことから経費削減のために新車の導入は原則行わず、全国的な車両の配置換えや短編成化などの改造を行い編成を増やしていった。特に交流電化区間である仙台地区や北陸地区では、余剰となった特急形の583系電車をローカル用に改造・短編成化して715系・419系として運用を開始した。また、増発した分、乗務員が多く必要になるが、当時の国鉄では余剰人員が多かったことから、その一部の人員を活用する形で乗務員を養成することで対処したため、人員面でもあまりコストを掛けずに済んだ。

## 各都市圏でのシティ電車
ここでは、国鉄末期の1982年から1986年における“シティ電車化”の事例を挙げる。特記がない限り、列車間隔は普通列車のもの、車両は電車である。なお、旧来から国電が運行されていた東京圏・京阪神圏は除外する。また名古屋地区については「東海道線 (名古屋地区)」「中央線 (名古屋地区)」「関西線 (名古屋地区)」を参照。
以下の解説では、1984年（昭和59年）2月1日ダイヤ改正を「59・2改正」、1985年（昭和60年）3月14日ダイヤ改正を「60・3改正」、1986年（昭和61年）11月1日ダイヤ改正を「61・11改正」と記す。

### 札幌地区
59・2改正で函館本線の札幌駅 - 手稲駅間を15 - 20分間隔、札幌駅 - 江別駅間を30分間隔、千歳線の札幌駅 - 千歳空港駅（現在の南千歳駅）間を30分間隔に増発し、「くる来る電車 ポプラ号」と命名し、ヘッドマークも用意された。車両は711系を使用し、車体塗装やアコモデーションの改造も行った。61・11改正では札幌駅 - 手稲駅間が10分間隔となり、当時非電化の札沼線も30分間隔となった。

### 仙台地区
60・3改正で東北本線仙台駅 - 岩沼駅間を20分間隔、仙台駅 - 松島駅間を30分間隔に増発。車両は急行形の451系・453系・455系・457系と、417系、特急形583系改造の715系1000番台を投入し、一部を除きクリーム色地に緑のラインを巻いた塗装とし「グリーンライナー」と命名。61・11改正では岩沼駅 - 仙台駅間が15分間隔となり、常磐線・仙山線も30 - 60分間隔に増発した。なお、ヘッドマークは省略された。

### 新潟地区
60・3改正で、信越本線新潟駅 - 新津駅間と越後線新潟駅 - 内野駅間を30分間隔、白新線新潟駅 - 豊栄駅間を40分間隔とし、「ハロー電車」と命名。車両は115系のほか、信越線と白新線では気動車も使用。61・11改正では越後線が20分間隔、白新線が30分間隔となった。こちらもヘッドマークは省略された。

### 長野地区
60・3改正で、信越本線長野駅 - 上田駅間（篠ノ井駅 - 上田駅間は現在のしなの鉄道線）を30 - 40分間隔に増発し、「エコー電車」と命名。車両は115系1000番台3両編成。戸倉駅または上田駅で上野駅行きの特急「あさま」に接続し、特急通過駅から東京方面への利便性向上も図られた。なお、「エコー電車」の愛称は、信越本線に限らず、長野県内の長野鉄道管理局管内の主要路線の列車にも使用された他、ヘッドマークも用意された。なおヘッドマークは地域により異なり、信越本線では「エコー」、篠ノ井線・大糸線では「あずみのエコー」、中央本線の本線の列車は「すわエコー」、辰野駅 - 塩尻駅間の列車では「ミニエコー」の文字であった。

### 静岡地区
59・2改正で、東海道本線興津駅 - 静岡駅 - 島田駅間を15分間隔に増発し、「するがシャトル」の愛称を与えた。このほかに浜松駅 - 豊橋駅間では30分間隔とした。車両は111系・113系の4両編成でヘッドマークも用意された。61・11改正では興津駅 - 島田駅間が現行ダイヤと同様の10分間隔に、三島駅 - 興津駅間と島田駅 - 浜松駅間が20分間隔となり、「するがシャトル」には飯田線から転用した119系を投入した（119系ではヘッドマークを省略したが、方向幕に「するがシャトル」のヘッドマークと同じ表示を行先表示の左部分に追加した）。
詳細は「東海道線 (静岡地区)」も参照。

### 北陸地区
60・3改正で、北陸本線金沢駅 - 小松駅間(現在のIRいしかわ鉄道)と富山駅 - 高岡駅間（現在のあいの風とやま鉄道線）の普通列車をそれぞれ30分間隔に増発し、「TOWNとれいん北陸」と命名。車両は583系改造の419系を投入し、急行形の457系・471系・475系も使用され、ヘッドマークも用意された。なお、民営化後に「TOWNとれいん北陸」は「TOWNトレイン」に改称され、ヘッドマークもデザインを変更した。

### 岡山地区
59・2改正で山陽本線岡山駅 - 糸崎駅間を20分間隔とし、60・3改正では同線岡山駅 - 瀬戸駅間も30分間隔に増発。愛称は「さい来る電車」。車両は115系が中心。61・11改正では糸崎方面が15分間隔となり、赤穂線・伯備線が30分間隔となる。仙台地区や新潟地区などと同様、ヘッドマークは省略された。

### 広島地区
前述のとおり1982年（昭和57年）改正で山陽本線広島駅 - 大野浦駅・岩国駅間が15分間隔となり、「ひろしまシティ電車」と命名。車両は111系・115系を使用し、新たに片側2扉構造で、扉間の座席を転換式クロスシートとした115系3000番台を投入した。59・2改正では山陽本線広島駅 - 西条駅間と呉線広島駅 - 呉駅間を30分間隔とした。さらに61・11改正では広島駅 - 岩国駅間が10分間隔となった。さらにヘッドマークも用意された（このヘッドマークは可部線の列車にも使用されたが、山陽本線と呉線の列車が「ひろしまCity」であったのに対して、可部線では「可部City」のヘッドマークを使用した）
詳細は「広島シティネットワーク」も参照。

### 高松地区
60・3改正で、予讃本線高松駅 - 多度津駅間において快速・普通を増発。快速は急行とあわせて20分間隔とした。当時、四国の国鉄線は全線非電化であり、気動車や客車が使用されたが、この当時は愛称が付けられていなかった。民営化後の1987年10月の高松駅 - 観音寺駅・琴平駅間の直流電化完成と共に「サンシャトル」の愛称が設定され、ヘッドマークも用意された。なお、企画乗車券として、この区間の普通・快速と急行列車自由席を利用可能とした「シャトルきっぷ」を発売した。

### 福岡地区
59・2改正では鹿児島本線小倉駅 - 折尾駅間と福間駅 - 博多駅間を15分間隔（快速は60分間隔）、日豊本線小倉駅 - 新田原駅間を30分間隔とし、「マイタウン電車」と命名しヘッドマークも用意された。鹿児島本線はその後61・11改正で小倉駅 - 博多駅間15分間隔、さらに博多駅 - 久留米駅間を30分間隔とし、日豊本線は20分間隔となった。車両は415系・421系・423系などが使用され、61・11改正ではステンレス車体の415系1500番台を新製投入した。このほか61・11改正では、当時非電化の篠栗線・筑豊本線（現在は福北ゆたか線の愛称である区間）博多駅 - 新飯塚駅間で30分間隔とした。なお、「マイタウン電車」の愛称は1987年4月の民営化と同時に「タウンシャトル」に改称された上ヘッドマークも交換し、さらに福岡地区以外のJR九州管内のうち、フリークェントサービスを実施している区間にもこの愛称とヘッドマークを使用していた。

### その他
上記以外にも61・11改正では、盛岡・秋田・山形・福島・宇都宮・和歌山・下関・高知・徳島・熊本・大分・長崎・鹿児島などの各地区でも30 - 60分間隔のダイヤが組まれている。

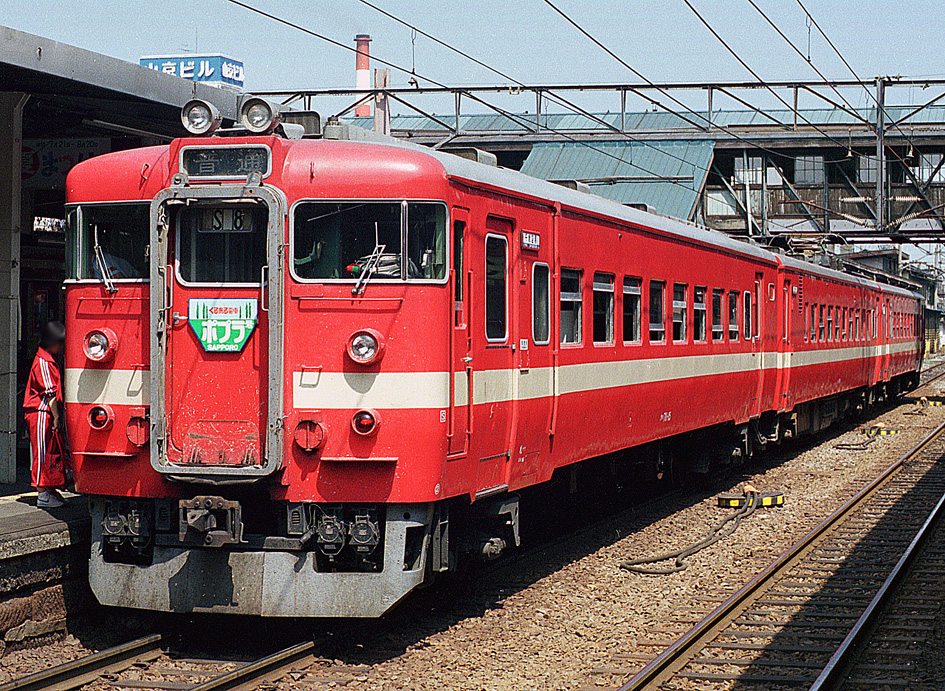
札幌地区「くる来る電車 ポプラ号」
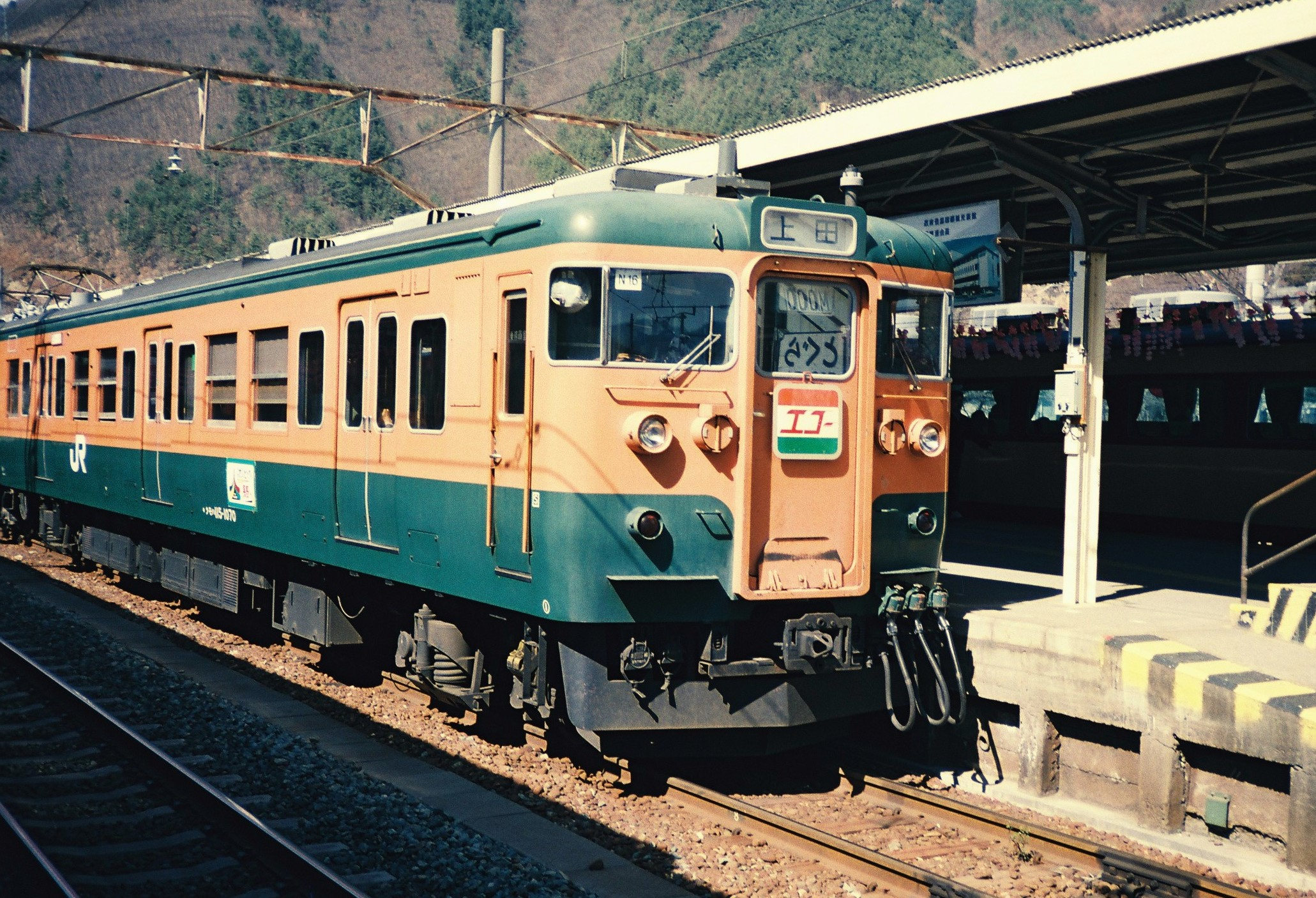
長野地区「エコー電車」
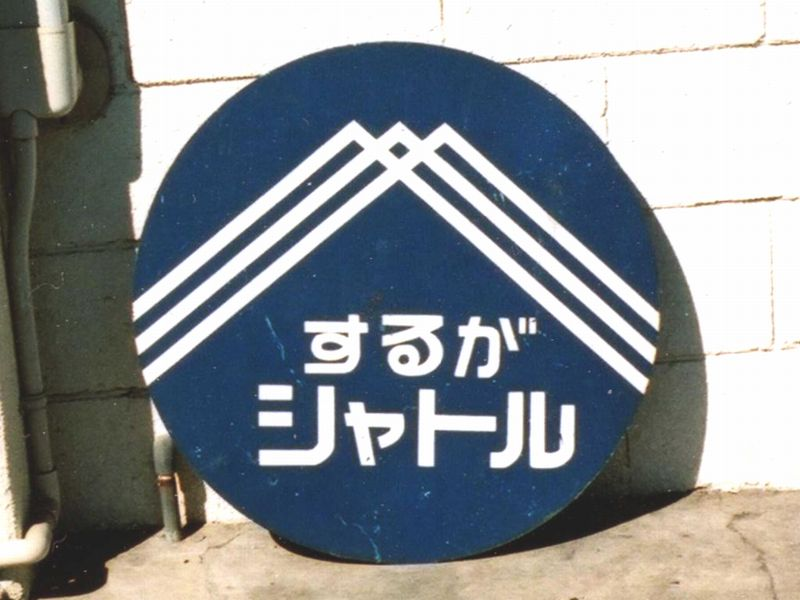
静岡地区「するがシャトル」ヘッドマーク
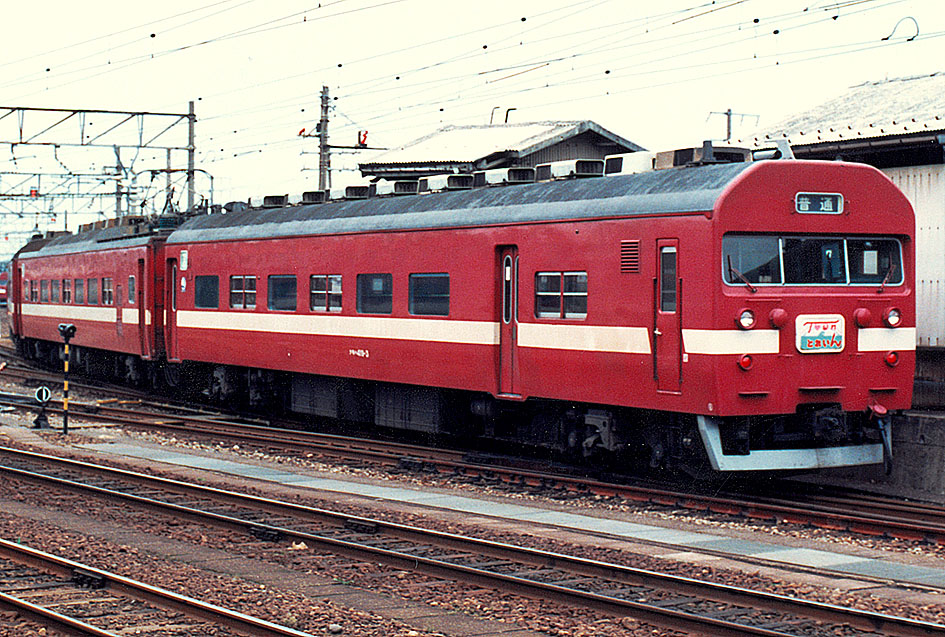
北陸地区「TOWNとれいん北陸」
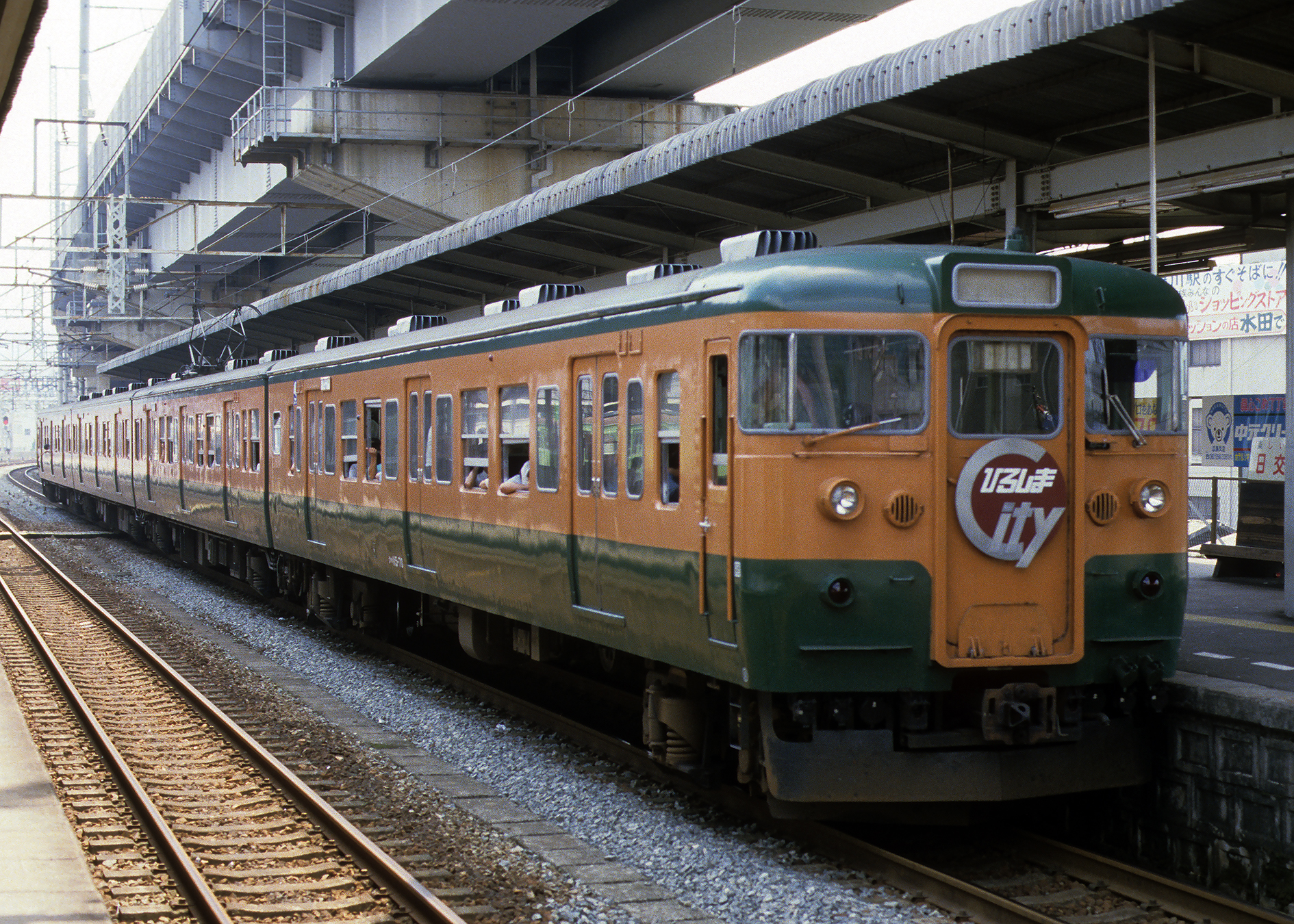
広島地区「ひろしまシティ電車」
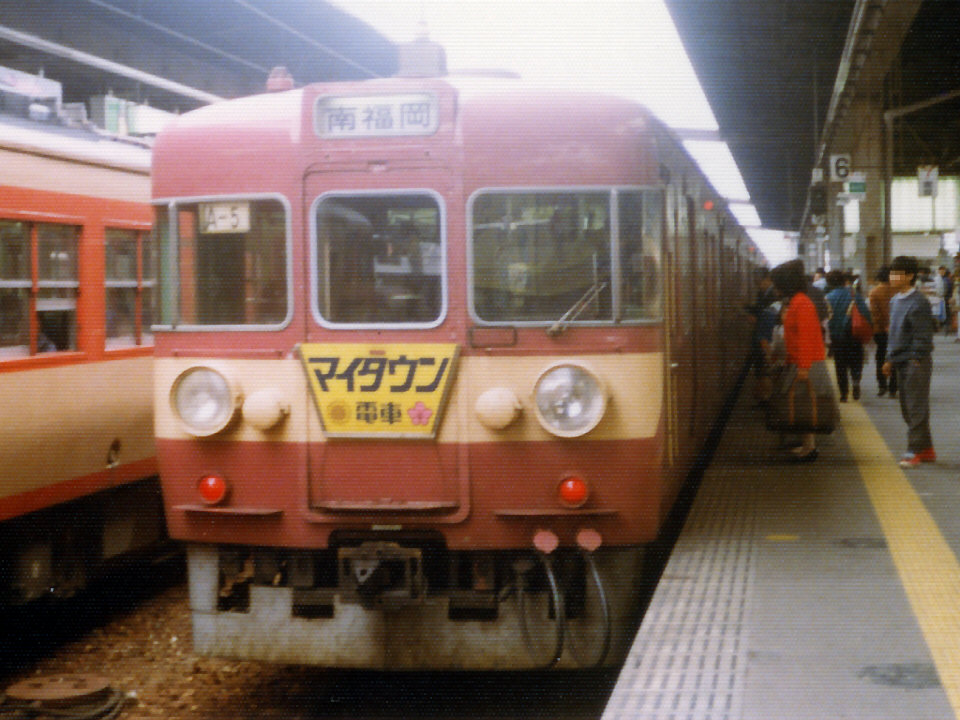
福岡地区「マイタウン電車」

## 分割民営化後のシティ電車
1987年（昭和62年）4月1日の国鉄分割民営化後、国鉄路線を引き継いだJR各社はシティ電車化をさらに推進し、普通列車の増発や快速列車の設定、新型車両の投入、新駅の設置、非電化路線の電化や線路の増設（複線化など）、IC乗車カードの導入を盛んに行ってきた。特に五大都市圏に数えられる名古屋圏・札幌圏・福岡圏および四国の中心を担う高松圏では国鉄時代に比べると列車本数が大幅に増えている。2012年3月改正時点での日中の快速・普通を合わせた列車本数はいずれも多いところで、名古屋圏で毎時8本、札幌圏で毎時7-8本、福岡圏で毎時4-6本、高松圏で毎時4-5本ほどとなっており、これらの半数ほどは快速列車となっている。仙台地区の東北本線では快速の本数こそ少ないものの、仙台駅 - 名取駅間では仙台空港アクセス線の開業に伴い、日中毎時5-7本にまで成長した。
一方で2010年代からは利用実態に合わせている地域もあり、元祖シティ電車の広島地区やその隣の岡山地区のように、列車本数の減少や快速列車の削減など、規模が縮小に転じている地区も現れている。例として1986年に日中10分間隔・毎時6本にまで成長した山陽本線広島駅 - 岩国駅間は、現行ダイヤでは1982年改正と同レベルの毎時3 - 4本に戻されている。同じく1986年に岡山駅 - 糸崎駅間は日中15分間隔、2000年代には日中普通15分間隔・快速30分間隔まで成長したが、最近では毎時2-4本程度に戻っている。
四国エリアでは、徳島地区の牟岐線・徳島線で1時間2本（2022年3月12日からは高徳線も）の等間隔ダイヤを導入している。高知地区でもごめん・なはり線が合流する後免駅・高知駅間で等間隔となっている。